# Grenzbrücke über den Schönwalder Bach
Die Grenzbrücke über den Schönwalder Bach befindet sich im Osterzgebirge (Sachsen) und ist die Autobahngrenzbrücke zwischen Deutschland und Tschechien. Sie befindet sich etwa drei Kilometer hinter der auf deutscher Seite gelegenen Grenzübergangsstelle Breitenau der A 17, die in Tschechien als D 8 in Richtung Prag weitergeführt wird.

## Lage
Die Brücke bildet mit der Nasenbachtalbrücke und dem Landschaftstunnel Harthe eine Serie von Bauwerken im Zuge der Bundesautobahn 17 im bislang landschaftlich unberührten sächsisch-böhmischen Grenzbereich.

## Errichtung

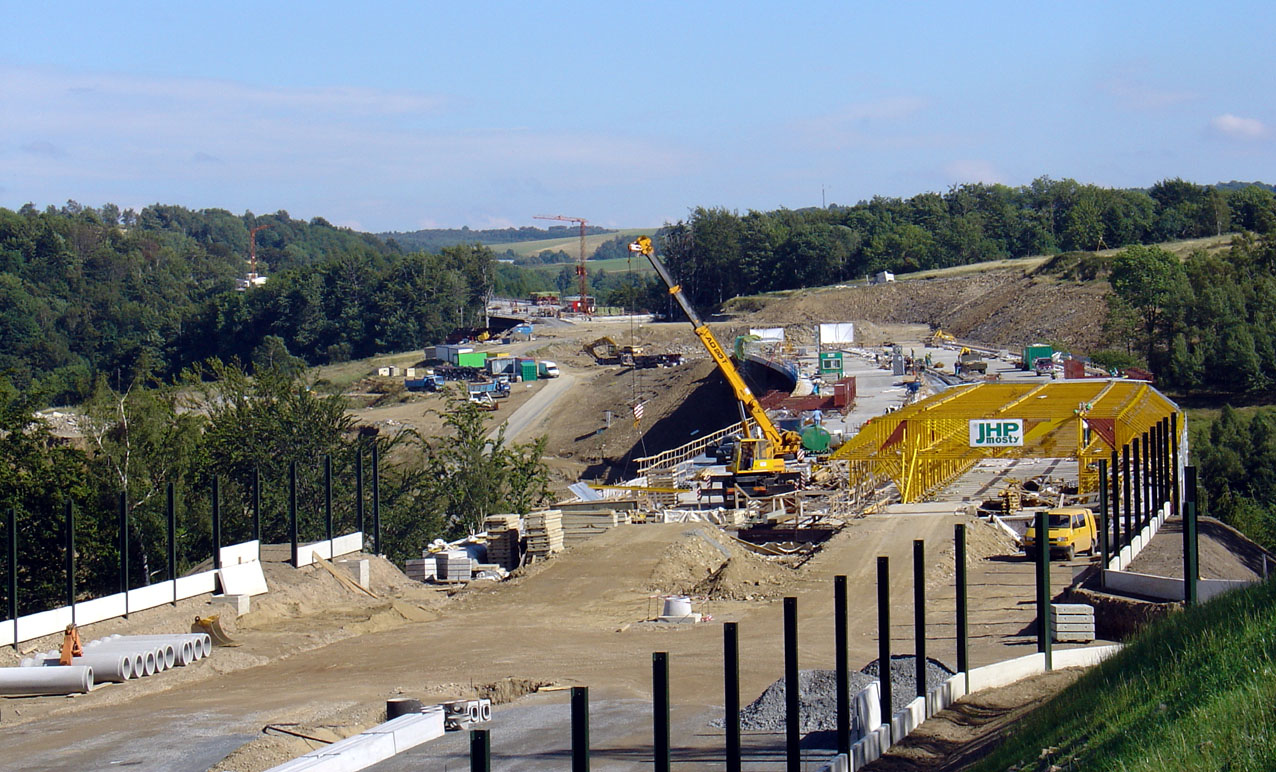
Draufsicht auf die Brücke während der Bauphase 2006, Blickrichtung Tschechien (Sattelberg)

Die maximal 57 Meter über Talgrund verlaufende Stahlverbundbrücke hat sechs Felder mit Stützweiten von 54,8 Meter + 4 × 73,0 Meter + 58,4 Meter und einer Gesamtlänge von 412 Metern. Der Querschnitt der beiden Überbauten besteht aus je einem Stahltrog mit einer Stahlbetonfahrbahnplatte bei 3,65 Metern Konstruktionshöhe. Die Herstellung erfolgte im Taktschiebeverfahren.
Die Bauarbeiten begannen offiziell am 13. Dezember 2004 mit einer symbolischen Öffnung eines Schlagbaums an der deutsch-tschechischen Grenze an der vom sächsischen Harthewald nach der böhmischen Ortschaft Schönwald Krásný Les v Krušných horách führenden Straße. Sie wurde im Oktober 2006 durch ein tschechisches Baukonsortium unter Leitung der Metrostav a.s. fertiggestellt. Am 21. Dezember 2006 wurde die grenzüberschreitende Autobahn eröffnet.
Bauherr der Grenzbrücke war das tschechische Verkehrsministerium. Kosten wurden auch durch die Europäische Union sowie das deutsche Verkehrsministerium getragen. Die Brücke ist zur Gänze im Sinne der tschechischen Straßenverkehrsordnung ausgerüstet und beschildert.

## Quelle
- Diverse Zeitungsartikel der Sächsischen Zeitung